# Paraseiulus talbii
Paraseiulus talbii är en spindeldjursart som först beskrevs av Athias-Henriot 1960.  Paraseiulus talbii ingår i släktet Paraseiulus och familjen Phytoseiidae. Inga underarter finns listade i Catalogue of Life.